# Rudolf Lämmel
Rudolf Lämmel (* 2. März 1879 in Wien; † 9. August 1962 in Zürich) war ein Reformpädagoge und Schriftsteller.

## Leben
Lämmel wuchs in Wien und Graz auf, erwarb aber später die Schweizer Staatsbürgerschaft. Er studierte ab Wintersemester 1899/1900 in Zürich Naturwissenschaften und war dort Mitglied der Academisch-technischen Tischgesellschaft der Deutsch-Österreicher bzw. der daraus hervorgegangenen Academischen Landsmannschaft der Deutsch-Österreicher in Zürich. 1902 gründete er das Zürcher Reformgymnasium, das er 1913 veräußerte, um Mittel für die Gründung des Landerziehungsheimes Hertenstein am Vierwaldstättersee zu gewinnen, in dem eine auf der Verbindung von Körperkultur (Tanz) und wissenschaftlichen Fächern beruhende Bildungsidee verwirklicht werden soll. Das Projekt scheiterte mit dem Ausbruch des Ersten Weltkrieges.
Nach Beendigung eines Gastaufenthaltes an der Odenwaldschule aufgrund eines Zerwürfnisses mit deren Leiter Paul Geheeb gründete Lämmel 1917 in Mettmenstetten das Landerziehungsheim Schillerheim, das ebenfalls wirtschaftlich scheiterte. Ab 1918 propagierte er die Einrichtung einer Volkshochschule in Zürich. Dank seiner pädagogischen und bildungspolitischen Publikationen erhielt er ab September 1923 eine Anstellung als Studienrat im thüringischen Kultusministerium, wurde jedoch bereits im Juli des folgenden Jahres wegen der wirtschaftlichen Notlage bei drastischer Kürzung seiner Bezüge in den Wartestand versetzt. Lämmel betätigte sich seither als populärwissenschaftlicher Schriftsteller und Kinderbuchautor und veröffentlichte 1928 sein programmatisches Werk über den modernen Tanz, in dem er sich energisch gegen die seiner Meinung nach durch die Tradition des Geist-Körper-Dualismus des Christentums verursachte Leibfeindlichkeit und Prüderie wandte und die Zulassung auch der Nacktheit bei Tanz und Gymnastik gerade in der Pädagogik forderte, wovon er sich eine befreiende Wirkung auf die Persönlichkeitsentwicklung versprach.
1933 wurde Lämmel wegen seiner Nähe zur Sozialdemokratie aufgrund des Gesetzes „zur Wiederherstellung des Berufsbeamtentums“ in den Ruhestand versetzt und kehrte daraufhin nach Zürich zurück, wo er mit seiner großen Familie unter schwierigen wirtschaftlichen Verhältnissen lebte, bis er eine Anstellung als Lehrer an der Juventus-Schule und später am zugehörigen Abendtechnikum erhielt, wo er bis zum 80. Lebensjahr Physik unterrichtete. In seiner 1936 erschienenen „Einführung in die Grundprobleme der Rassentheorie“ setzte er sich kritisch mit der nationalsozialistischen Rassentheorie auseinander.
Lämmel war zweimal verheiratet, seit 1903 mit Sophie Axelrod, seit 1917 mit Luise Dorothea Frank. Aus der ersten Ehe gingen zwei (darunter die Tänzerin Vera Skoronel), aus der zweiten vier (oder fünf) weitere Kinder hervor.

## Werke
- Wege zur Relativitätstheorie, Stuttgart 1921.
- Die neue Kolonie, 1924. Roman unter dem Pseudonym H. Inführ.
- Sozialphysik. Naturkraft, Mensch und Wirtschaft, Franckh’sche Verlagshandlung, Stuttgart 1925, Kosmos Gesellschaft der Naturfreunde.DNB-Link
- Moderne Elektrowirtschaft, Jena 1927.
- Von Naturforschern und Naturgesetzen, 1927.
- Galileo Galilei. Im Licht des zwanzigsten Jahrhunderts, Berlin 1927.
- Der moderne Tanz. Eine allgemeinverständliche Einführung in das Gebiet der Rhythmischen Gymnastik und des Neuen Tanzes, Berlin-Schöneberg o. J. 1928.
- Die moderne Naturwissenschaft und der Kosmos, Berlin 1929.
- Das moderne wiss. Weltbild, 1932.
- Die menschlichen Rassen. Eine populärwissenschaftliche Einführung in die Grundprobleme der Rassentheorie, Zürich 1936.
- Galileo und sein Zeitalter, 1942.
- Physik für jedermann, 1946.
- Isaac Newton, 1957.